# Hipnoza
Etimološki, riječ hipnoza dolazi od grčke riječi hypnosis – „spavanje“, ali treba naglasiti kako hipnoza nije spavanje što pokazuju i razlike u EEG snimkama hipnotičkog transa i faza spavanja. Hipnoza je metoda manipulacije sugestijom i stanje povišene sugestibilnosti.
Austrijski liječnik Franz Mesmer jedan je od pionira hipnotizma. Iako nije prvi upotrijebio riječ "hipnoza" on je zaslužan za popularizaciju ovog fenomena. 
Berthold Stokvis definirao je hipnozu kao stanje izazvano afektivnim (često neznačajnim) smanjenjem prethodno sužene svijesti u kojem dolazi do regresije osnovnih funkcija ličnosti (mišljenje, čuvstvo, htijenje), kao i tjelesnih funkcija. Za vrijeme hipnoze ispitanici najčešće ostaju svjesni svog reagiranja. Vrlo je popularna i definicija D.Elmana koja hipnozu opisuje kao "zaobilaženje kritičkog faktora uma i uspostavljanje selektivnog mišljenja"

## Stadiji hipnoze
S obzirom na dubinu hipnoze, razlikujemo 4 stadija:
1. somnolencija – lagano stanje transa, hipnoidno stanje, osjećaj opuštenosti. Osoba u ovom stadiju može lako govoriti i odgovarati, a EEG pokazuje kako su prisutni uglavnom beta valovi (14-30 Hz).
2. hipotaksija – stanje djelomične do potpune neprijemčivosti, osim hipnotizera, bez ugrožavanja sjećanja, otvorenost emocijama i sjećanju, velika otvorenost sugestijama; moguća je parcijalna regresija. EEG pokazuje uglavnom alfa valove (8-13 Hz).
3. somnambulizam – duboka opuštenost, duboki stadij s prazninama u sjećanju, pojava letargije (drijemež, sanjivost) i katalepsije (obamrlost), osoba izgovara nejasno riječi, moguća amnezija, ali i moguća anestezija. EEG pokazuje theta valove ( 4-7 Hz).
4. hipnotička koma – ne treba povezivati s uobičajenom upotrebom tog termina (koma). Disanje je jako usporeno, kompletna anestezija, osoba postaje sklona ignoriranju sugestija i uputa hipnotizera iako ih je svjesna. U ogranicenim slucajevima kada ih ipak prihvaca (tj. kada postoji dovoljno čvrsta motivacija) vrlo su efikasne. Ovo stanje je teško postići kod nekih osoba, a EEG pokazuje delta valove (0,4-4 Hz).

Neki suvremeniji pristupi hipnozi relativiziraju takve podjele smatrajući kako ne postoje čvrsti i jasni prelasci medu stadijima kao niti da efekt dubine ne treba previše vezivati s efektom opuštanja koji je tu samo ako se koristi kao metoda indukcije, već je mjerilo isključivo razina sugestivnosti.
Može se također razlikovati stanje aktivnog hipnotičkog transa i procesa hipnoze te posthipnotičkih sugestija kada se tijekom hipnotičkog procesa definiraju efekti koji će se desiti van same seanse. Također se može primijeniti i tzv. prazna hipnoza (u cilju opuštanja) u kojoj se oporavlja cijeli živčani sustav.
Osnovni pristupi hipnozi su:
- tradicionalna direktna i direktivna: hipnotizer iznosi direktne upute i zauzima autoritativniji stav, a proces je cesto čvršće usmjeren i koristi standardizirane i jasno definirane tehnike
- Indirektna konverzacijska hipnoza: koristi se permisivan pristup, prilagođava klijentu, sugestije cesto plasiraju indirektno i ispod praga svjesne percepcije, proces dozvoljava vise improvizacije, a u terapiji je često osnovna premisa visokog kapaciteta samoiscjeljenja klijenta gdje hipnotizer igra ulogu pomoćnika u otkrivanju vlastitih resursa.